# Động đất Kythira 2006
Động đất Kythira 2006 (tiếng Hy Lạp: Σεισμός των Κυθήρων (2006)) là trận động đất xảy ra vào lúc 13:34, ngày 8 tháng 1 năm 2006. Trận động đất có cường độ 6.7 richter, tâm chấn độ sâu khoảng 55 km. Hậu quả trận động đất đã làm 3 người bị thương.